# Nikolaus von Frauenfeld
Nikolaus von Frauenfeld, auch Nikolaus von Kenzingen, (* vor 1288; † 25. Juli 1344 auf Burg Kastell bei Tägerwilen) war von 1334 bis 1344 Bischof von Konstanz.

## Familie
Nikolaus von Frauenfeld war der Sohn des Ritters Jacob, eines österreichischen Dienstmannes und Vogtes in Kiburg (? Kyburg), der Hofmeister in Frauenfeld war.

## Leben
Nikolaus studierte ab 1305 an der Universität Bologna und war Kirchherr in Kenzingen im Breisgau und in Windisch im Aargau sowie in Pfyn im Thurgau. 1311 wurde er Chorherr im Kloster Embrach, ab 1324 deren Propst. 1312 war er Domherr am Konstanzer Münster.
Er war von 1324 bis 1330 Gesandter der österreichischen Herzöge an der Kurie in Avignon und Päpstlicher Kaplan. Bei der päpstlichen Ernennung zum Bischof von Augsburg im Jahre 1331 konnte er sich gegen den vom Kaiser unterstützten Ulrich von Schönegg nicht durchsetzen.
1334 wurde er vom Domkapitel zum Konstanzer Bischof gewählt und von Papst Johannes XXII. unterstützt. Die Wahl verlief nicht ohne Schwierigkeiten, denn der Gegenkandidat Albert II. von Hohenberg wurde durch seinen Vater Graf Robert von Hohenberg unterstützt, verwandt mit den regierenden Habsburgern und Parteigänger von Kaiser Ludwig der Bayer. Eine Belagerung von Mitte Mai bis Ende August 1334 der Bischofsresidenz in Meersburg führte nicht zum Erfolg. Mit Hilfe von Herzog Otto von Österreich konnte die Situation beruhigt werden. Die Bischofsweihe konnte ihm 1335 erteilt werden.
Ab 1336 war Nikolaus zudem als österreichischer „Hauptmann in ihren Landen zu Schwaben und im Elsaß“ eingesetzt und engagierte sich für Friedensschluss des Habsburg-Österreichs mit dem Luzerner Bund.
Mit dem Verlust der Autorität des Papsttums als überparteilicher Macht im Konflikt mit dem französischen König Philipp IV. Anfang des 14. Jahrhunderts und der fluchtartigen Übersiedlung von Papst Clemens V. von Rom nach Avignon „begann der moralische Verfall“ der Kirche, der in den nächsten Jahrzehnten auch zu wütendem Aufbegehren in der Bevölkerung Mitteleuropas führte. Dabei kam es zu vielen Angriffen auf Kirchenvertreter, so auch in Konstanz: „1338 verbündeten sich zwei ‚Kirchenrektoren‘ mit zwei Rittern und ‚einer großen Menge Landvolk‘, um den Bischof von Konstanz anzugreifen. Sie verwundeten einige aus seinem Gefolge schwer und warfen ihn ins Gefängnis.“
Nikolaus von Frauenfeld wurde im Konstanzer Münster im Grabe seines Amtsvorgängers Heinrich von Klingenberg bestattet.